# DDR-Bestenermittlung im Frauenfußball 1986
Die 8. DDR-Bestenermittlung des DFV im Frauenfußball fand 1986 statt. Der Wettbewerb begann am 13. April 1986 mit der Vorrunde und endete am 21. Juni 1986 mit dem fünften Titelgewinn der BSG Turbine Potsdam, die im Finale gegen die BSG Motor Halle gewann.

## Teilnehmende Mannschaften
An der DDR-Bestenermittlung im Frauenfußball nahmen die Sieger von 12 Bezirksmeisterschaften der DDR-Bezirke und der Ost-Berliner Meisterschaft teil. Da Titelverteidiger Turbine Potsdam auch Bezirksmeister wurde, ging der Startplatz für den Bezirk Potsdam an den Vizemeister über. Durch die Nichtteilnahme einer Mannschaft aus den Bezirken Schwerin und Cottbus gingen die freien Plätze an eine zweite Vertretung aus Ost-Berlin und dem Bezirk Karl-Marx-Stadt.
Für die Vorrunde qualifizierten sich neben dem Titelverteidiger, folgende dreizehn Bezirksvertreter sowie der Meister und Vizemeister aus Ost-Berlin:
| - Bezirk Rostock BSG Post Rostock - Bezirk Schwerin kein Teilnehmer - Bezirk Neubrandenburg BSG NGMB Neubrandenburg - Bezirk Potsdam BSG Turbine Potsdam (TV) BSG Aufbau Brandenburg (Vizemeister) - Ost-Berlin BSG KWO Berlin BSG EAB 47 Berlin (Vizemeister) (TV) – Titelverteidiger | - Bezirk Frankfurt (Oder) BSG Halbleiterwerk Frankfurt/O. - Bezirk Magdeburg SG Handwerk Magdeburg - Bezirk Halle BSG Motor Halle - Bezirk Leipzig BSG Chemie Leipzig - Bezirk Cottbus kein Teilnehmer | - Bezirk Dresden BSG Aufbau Dresden-Ost - Bezirk Karl-Marx-Stadt BSG Wismut Karl-Marx-Stadt BSG Rotation Schlema (Vizemeister) - Bezirk Erfurt BSG Fortschritt Erfurt - Bezirk Gera HSG Uni Jena - Bezirk Suhl BSG Traktor Dietzhausen in der Bestenermittlung als Spielgemeinschaft (SG) mit der BSG Motor Breitungen |

## Modus
In der Vorrunde wurden vier Gruppen mit je vier Mannschaften nach möglichst territorialen Gesichtspunkten gebildet, die nach dem Modus „Jeder gegen Jeden“ mit Hin- und Rückspiel den Teilnehmer für das Halbfinale ausspielten. Wie in der Vorrunde wurde auch das Halbfinale mit Hin- und Rückspiel ausgetragen. Während das Finale auf neutralem Platz stattfand, gab es in diesem Jahr kein Spiel um Platz drei.

## Vorrunde
Die Vorrundenspiele wurden vom 13. April 1986 bis 25. Mai 1986 ausgetragen.

### Gruppe A
In der Gruppe A spielten die Bezirksvertreter aus Rostock, Neubrandenburg, Potsdam und Ost-Berlin.
|                         |   |                         | Hinspiel | Rückspiel |
| ----------------------- | - | ----------------------- | -------- | --------- |
| BSG Post Rostock        | – | BSG NGMB Neubrandenburg | 2:1      | 0:0       |
| BSG EAB 47 Berlin       | – | BSG Aufbau Brandenburg  | 4:0      | 4:0       |
| BSG NGMB Neubrandenburg | – | BSG EAB 47 Berlin       | 1:1      | 2:7       |
| BSG Aufbau Brandenburg  | – | BSG Post Rostock        | 1:2      | (1)       |
| BSG Post Rostock        | – | BSG EAB 47 Berlin       | 0:1      | 1:1       |
| BSG NGMB Neubrandenburg | – | BSG Aufbau Brandenburg  | 2:0      | 4:0       |

Abschlusstabelle
| Pl. | Mannschaft              | Sp. | S | U | N | Tore    | Diff. | Punkte |
| --- | ----------------------- | --- | - | - | - | ------- | ----- | ------ |
| 1.  | BSG EAB 47 Berlin       | 6   | 4 | 2 | 0 | 018:400 | +14   | 10:20  |
| 2.  | BSG Post Rostock        | 5   | 2 | 2 | 1 | 005:400 | +1    | 06:40  |
| 3.  | BSG NGMB Neubrandenburg | 6   | 2 | 2 | 2 | 010:100 | ±0    | 06:60  |
| 4.  | BSG Aufbau Brandenburg  | 5   | 0 | 0 | 5 | 001:160 | −15   | 0:10   |

### Gruppe B
In der Gruppe B spielten die Bezirksvertreter aus Potsdam, Ost-Berlin, Frankfurt/O. und Magdeburg.
|                                 |   |                                 | Hinspiel | Rückspiel |
| ------------------------------- | - | ------------------------------- | -------- | --------- |
| SG Handwerk Magdeburg           | – | BSG KWO Berlin                  | 0:4      | 1:4       |
| BSG Halbleiterwerk Frankfurt/O. | – | BSG Turbine Potsdam             | 0:8      | 00:10     |
| BSG KWO Berlin                  | – | BSG Halbleiterwerk Frankfurt/O. | 4:0      | 5:0       |
| BSG Turbine Potsdam             | – | SG Handwerk Magdeburg           | 4:0      | 3:0       |
| SG Handwerk Magdeburg           | – | BSG Halbleiterwerk Frankfurt/O. | 2:0      | 0:2       |
| BSG KWO Berlin                  | – | BSG Turbine Potsdam             | 0:1      | 0:4       |

Abschlusstabelle
| Pl. | Mannschaft                      | Sp. | S | U | N | Tore    | Diff. | Punkte |
| --- | ------------------------------- | --- | - | - | - | ------- | ----- | ------ |
| 1.  | BSG Turbine Potsdam             | 6   | 6 | 0 | 0 | 030:000 | +30   | 12:0   |
| 2.  | BSG KWO Berlin                  | 6   | 4 | 0 | 2 | 017:600 | +11   | 08:40  |
| 3.  | SG Handwerk Magdeburg           | 6   | 1 | 0 | 5 | 003:170 | −14   | 02:10  |
| 4.  | BSG Halbleiterwerk Frankfurt/O. | 6   | 1 | 0 | 5 | 002:290 | −27   | 02:10  |

### Gruppe C
In der Gruppe C spielten die Bezirksvertreter aus Halle, Leipzig, Dresden und Karl-Marx-Stadt.
|                        |   |                        | Hinspiel | Rückspiel |
| ---------------------- | - | ---------------------- | -------- | --------- |
| BSG Aufbau Dresden-Ost | – | BSG Chemie Leipzig     | 6:0      | 2:1       |
| BSG Motor Halle        | – | BSG Rotation Schlema   | 2:0      | 1:1       |
| BSG Chemie Leipzig     | – | BSG Motor Halle        | 1:3      | 0:8       |
| BSG Rotation Schlema   | – | BSG Aufbau Dresden-Ost | 0:3      | 3:0       |
| BSG Aufbau Dresden-Ost | – | BSG Motor Halle        | 1:3      | 1:2       |
| BSG Chemie Leipzig     | – | BSG Rotation Schlema   | 1:1      | 0:8       |

Abschlusstabelle
| Pl. | Mannschaft             | Sp. | S | U | N | Tore    | Diff. | Punkte |
| --- | ---------------------- | --- | - | - | - | ------- | ----- | ------ |
| 1.  | BSG Motor Halle        | 6   | 5 | 1 | 0 | 019:400 | +15   | 11:10  |
| 2.  | BSG Rotation Schlema   | 6   | 2 | 2 | 2 | 013:700 | +6    | 06:60  |
| 3.  | BSG Aufbau Dresden-Ost | 6   | 3 | 0 | 3 | 013:900 | +4    | 06:60  |
| 4.  | BSG Chemie Leipzig     | 6   | 0 | 1 | 5 | 003:280 | −25   | 01:11  |

### Gruppe D
In der Gruppe D spielten die Bezirksvertreter aus Karl-Marx-Stadt, Erfurt, Gera und Suhl.

|                            |   |                            | Hinspiel | Rückspiel |
| -------------------------- | - | -------------------------- | -------- | --------- |
| SG Breitungen/Dietzhausen  | – | BSG Fortschritt Erfurt     | 0:7      | 0:6       |
| HSG Uni Jena               | – | BSG Wismut Karl-Marx-Stadt | 0:5      | 1:2       |
| BSG Fortschritt Erfurt     | – | HSG Uni Jena               | 3:1      | 4:1       |
| BSG Wismut Karl-Marx-Stadt | – | SG Breitungen/Dietzhausen  | 3:0      | 9:0       |
| SG Breitungen/Dietzhausen  | – | HSG Uni Jena               | 1:4      | (2)       |
| BSG Fortschritt Erfurt     | – | BSG Wismut Karl-Marx-Stadt | 0:0      | 1:1       |

Abschlusstabelle
| Pl. | Mannschaft                 | Sp. | S | U | N | Tore    | Diff. | Punkte |
| --- | -------------------------- | --- | - | - | - | ------- | ----- | ------ |
| 1.  | BSG Fortschritt Erfurt     | 6   | 4 | 2 | 0 | 021:300 | +18   | 10:20  |
| 2.  | BSG Wismut Karl-Marx-Stadt | 6   | 4 | 2 | 0 | 020:200 | +18   | 10:20  |
| 3.  | HSG Uni Jena               | 5   | 1 | 0 | 4 | 007:150 | −8    | 02:80  |
| 4.  | SG Breitungen/Dietzhausen  | 5   | 0 | 0 | 5 | 002:230 | −21   | 0:10   |

Platzierungskriterien: 1. Punkte – 2. Tordifferenz – 3. geschossene Tore

## Halbfinale
| Datum                 |                   | Gesamt |                        | Hinspiel | Rückspiel |
| --------------------- | ----------------- | ------ | ---------------------- | -------- | --------- |
| Sa 07.06. / So 15.06. | BSG EAB 47 Berlin | 0:2    | BSG Turbine Potsdam    | 0:1      | 0:1       |
| Sa 07.06. / So 15.06. | BSG Motor Halle   | 4:1    | BSG Fortschritt Erfurt | 4:1      | 0:0       |

## Finale
Das Finale fand im Rahmen des Pressefestes der Sächsischen Zeitung statt.
| Paarung             | BSG Turbine Potsdam – BSG Motor Halle |
| Ergebnis            | 4:1 (3:1) |
| Datum               | Samstag, 21. Juni 1986 |
| Stadion             | Dynamo-Stadion, Dresden |
| Zuschauer           | 500 |
| Schiedsrichter      | Peter Müller (Dresden) |
| Tore                | 1:0 Grüner (10.) 2:0 Brüdgam (14.) 2:1 Günther (18.) 3:1 Ottersberg (27.) 4:1 Braune (41.) |
| BSG Turbine Potsdam | Ines Kulick – Ira Ottersberg – Andrea Funke (50. Katrin Huschke), Martina Hoffmeister, Heike Braune – Doris Schmidt , Simone Römhold, Heike Hoffmann – Sabine Seidel, Michaela Grüner, Sybille Brüdgam Cheftrainer: Bernd Schröder     |
| BSG Motor Halle     | Marlies Beyer – Martina Czernik (31. Pilz) – Silvia Fränkel, Kerstin Bäck (31. Brigitte Ulber), Elke Röhr – Andrea Mächler, Ramona Rattay, Marlies Saliwarda – Sigrid Schwarz, Silvia Heller, Sabine Günther Cheftrainer: Lutz Neumann |